# Condado de Jefferson (Oregon)
O Condado de Jefferson é um dos 36 condados do Estado americano do Oregon. A sede do condado é Madras, e sua maior cidade é Madras. O condado possui uma área de 4 639 km² (dos quais 27 km² estão cobertos por água), uma população de 19 009 habitantes, e uma densidade populacional de 4 hab/km² (segundo o censo nacional de 2000). O condado foi fundado em 1914.